# Robert J. Hughes
Robert J. Hughes é um romancista norte-americano e repórter do Wall Street Journal, onde escreve na secção de fim-de-semana sobre teatro, leilões de arte, livros e música erudita e popular.
Robert J. Hughes nasceu e vive em Nova Iorque. É autor do romance Late & Soon: A Novel (2005), estando actualmente a trabalhar no seu segundo romance, Seven Sisters, bem como numa peça de teatro sobre os dias finais da colunista de jornal Dorothy Kilgallen.